# Virabhadrasana I
Virabhadrasana I (Sanskriet voor Held I Houding of Krijger I Houding) is een veelvoorkomende houding of asana.
| Sanskriet  | vertaling                                                                                  |
| virabhadra | een trotse krijger, incarnatie van Shiva, met duizend hoofden en voeten met een tijgerhuid |
| asana      | houding (letterlijk: 'zit')                                                                |

## Beschrijving
De Held I is een staande houding. De houding begint rechtop met de voeten naast elkaar en een flinke stap naar voren met de rechtervoet. Houdt hierbij voorste voet in een rechte lijn en zet de achterste voet dwars neer. Beweeg de heup naar voren, adem in en beweeg de armen omhoog als twee naar elkaar toedraaiende molenwieken. Adem uit en buig zo ver als gaat door de rechterknie, zonder dat de linkerhiel omhoogkomt. Houd de handen met de palmen tegen elkaar aan (van elkaar af op schouderbreedte is ook mogelijk) en adem een aantal keren in en uit. Doe de oefening nogmaals, in tegengestelde vorm.
Er zijn nog twee Held- of Krijgerhoudingen. Dat zijn:
- Virabhadrasana II
- Virabhadrasana III

Godhapitham is een houding die veel lijkt op de Held I.